# Christopher Rungkat
Christopher Benjamin Rungkat (* 14. Januar 1990 in Jakarta) ist ein indonesischer Tennisspieler.

## Karriere
Christopher Rungkat konnte bereits im Juniorenbereich erste Erfolge feiern. So konnte er zusammen mit Henri Kontinen 2008 bei den French Open den Titel im Doppelbewerb der Junioren gewinnen. Damit war er nach Kei Nishikori erst der zweite asiatische Gewinner des Junioren-Doppeltitels. Im selben Jahr stand er wiederum mit Kontinen im Juniorenfinale der US Open. Dort musste er sich Nikolaus Moser und Cedrik-Marcel Stebe in drei Sätzen geschlagen geben.
Auf der Profi-Tour war Rungkat anfangs hauptsächlich auf den unterklassigen Turnieren der Future und Challenger Tour aktiv. Auf der Future Tour konnte er 11 Einzel- und 38 Doppeltitel gewinnen. Seinen ersten Erfolg auf der Challenger Tour feierte er mit seinem Partner Ruan Roelofse 2017 in Lissabon. Im Finale bezwang er die Lokalmatadoren Frederico Gil und Gonçalo Oliveira in zwei Sätzen. Einen Monat später folgte sein zweiter Titel in Winnetka.
Sein Debüt auf der ATP World Tour gab Rungkat 2017. Mittels einer Wildcard startete er in Lyon an der Seite von Jeevan Nedunchezhiyan im Doppelfeld. Sie verloren ihr Auftaktmatch gegen das australische Duo Nick Kyrgios und Matt Reid in drei Sätzen. Im Einzel trat er nur bis 2018 an. Seine beste Platzierung dort war der 241. Rang im April 2013. Mit Ende seiner Einzelkarriere stieg er im Doppel in die Top 100 der Weltrangliste ein und kam im Juni 2019 bis auf Platz 68.
Rungkat spielt seit 2007 für die indonesische Davis-Cup-Mannschaft. Er hat eine Einzelbilanz von 23:12 und eine Doppelbilanz von 14:5.

## Erfolge
| Legende (Anzahl der Siege)  |
| Grand Slam                  |
| ATP World Tour Finals       |
| ATP World Tour Masters 1000 |
| ATP World Tour 500          |
| ATP World Tour 250 (1)      |
| ATP Challenger Tour (10)    |

| ATP-Titel nach Belag |
| Hartplatz (1)        |
| Sand (0)             |
| Rasen (0)            |

### Doppel

#### Turniersiege

##### ATP Tour
| Nr. | Datum           | Turnier | Belag     | Partner         | Finalgegner                        | Ergebnis         |
| --- | --------------- | ------- | --------- | --------------- | ---------------------------------- | ---------------- |
| 1.  | 8. Februar 2020 | Pune    | Hartplatz | André Göransson | Jonathan Erlich Andrej Wassileuski | 6:2, 3:6, [10:8] |

##### ATP Challenger Tour
| Nr. | Datum            | Turnier     | Belag         | Partner               | Finalgegner                            | Ergebnis         |
| --- | ---------------- | ----------- | ------------- | --------------------- | -------------------------------------- | ---------------- |
| 1.  | 17. Juni 2017    | Lissabon    | Sand          | Ruan Roelofse         | Frederico Gil Gonçalo Oliveira         | 7:67, 6:1        |
| 2.  | 17. Juli 2017    | Winnetka    | Hartplatz     | Sanchai Ratiwatana    | Kevin King Bradley Klahn               | 7:64, 6:2        |
| 3.  | 3. Februar 2018  | Dallas      | Hartplatz (i) | Jeevan Nedunchezhiyan | Leander Paes Joe Salisbury             | 6:4, 3:6, [10:7] |
| 4.  | 20. Mai 2018     | Busan (1)   | Hartplatz     | Hsieh Cheng-peng      | Ruan Roelofse John-Patrick Smith       | 6:4, 6:3         |
| 5.  | 14. Oktober 2018 | Fairfield   | Hartplatz     | Sanchai Ratiwatana    | Harri Heliövaara Henri Laaksonen       | 6:0, 7:69        |
| 6.  | 3. November 2018 | Shenzhen II | Hartplatz     | Hsieh Cheng-peng      | N. Sriram Balaji Jeevan Nedunchezhiyan | 6:4, 6:2         |
| 7.  | 12. Januar 2019  | Đà Nẵng     | Hartplatz     | Hsieh Cheng-peng      | Leander Paes Miguel Ángel Reyes Varela | 6:3, 2:6, [11:9] |
| 8.  | 17. März 2019    | Shenzhen I  | Hartplatz     | Hsieh Cheng-peng      | Li Zhe Gonçalo Oliveira                | 6:4, 3:6, [10:6] |
| 9.  | 12. Mai 2019     | Busan (2)   | Hartplatz     | Hsieh Cheng-peng      | Toshihide Matsui Vishnu Vardhan        | 7:67, 6:1        |
| 10. | 19. Mai 2019     | Gwangju     | Hartplatz     | Hsieh Cheng-peng      | Nam Ji-sung Song Min-kyu               | 6:3, 3:6, [10:6] |

#### Finalteilnahmen
| Nr. | Datum            | Turnier | Belag         | Partner          | Finalgegner                 | Ergebnis         |
| --- | ---------------- | ------- | ------------- | ---------------- | --------------------------- | ---------------- |
| 1.  | 10. Februar 2019 | Sofia   | Hartplatz (i) | Hsieh Cheng-peng | Nikola Mektić Jürgen Melzer | 2:6, 6:4, [2:10] |